# Svět motorů (časopis)

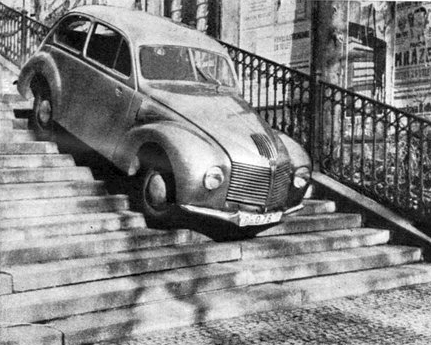
Aero Minor v testu Světa motorů z roku 1948

Svět motorů je český motoristický časopis, který vychází již od roku 1947. Časopis vydává vydavatelství Czech News Center. Šéfredaktorem je Petr Slováček.

## Historie

### 1947–1949
Časopis Svět motorů vznikl z technického vydání časopisu Auto v roce 1947. Druhé vydání časopisu Auto bylo klubovní, které se zabývalo činností Autoklubu RČs, a které zaniklo v prosinci 1948. První číslo Světa motorů byla vydáno 20. ledna 1947 a časopis vycházel jako čtrnáctideník. Časopis vydával Autoklub republiky Československé a prvním šéfredaktorem byl Adolf Tůma. Redakce měla sídlo v Praze na třídě Jana Opletala. Ačkoliv se časopis snažil vyhýbat politickým tématům, nezůstalo bez povšimnutí zvolení Klementa Gottwalda prezidentem, či smrt Edvarda Beneše v roce 1948. V roce 1949 byl náklad Světa motorů 30 000 výtisků, což byl tehdejší československý rekord v odborných časopisech.

### 1950–1959
V roce 1950 se kvůli zrušení klubovního vydání časopisu Auto začala ve Světě motorů vyskytovat i politická a propagandistická témata, jako například vyzdvihování úspěchů Sovětského svazu či motivování k účasti na první spartakiádě. V roce 1952 byla prodloužena periodicita na 3 týdny, záhy však v roce 1953 byla vrácena zpět na 2 týdny. V roce 1953 po měnové reformě byla snížena cena výtisku z 10 Kčs na 2 Kčs a redakce se přestěhovala do Jungmannovy ulice. Novým vydavatelem se stal v roce 1952 Dobrovolný svaz lidového motorismu a od ledna 1953 začal časopis vydávat Svazarm. Od poloviny padesátých let se začal časopis více věnovat také zahraničním vozům. Po smrti šéfredaktora Adolfa Tůmy v roce 1957 se stal novým šéfredaktorem Oliver Trochta. V témž roce se také přestěhovala redakce do Lublaňské ulice. V roce 1958 se v časopisu udělaly menší grafické změny a Olivera Trochtu nahradil v pozici šéfredaktora Jaroslav Hausman.

### 1960–1969
V roce 1960 byla Svazarmem připravena první celostátní soutěž pro motoristy Jezdím bez nehody. V roce 1961 byla v časopise vytištěna první celobarevná strana, a to strana s představením nových dopravních značek. Následující rok se začalo na obálce časopisu objevovat nové modernější logo a v témže roce se začala vydávat nová rubrika ‚‚Neznámý známý‘‘, která obsahovala rozhovory se známými umělci a sportovci. V dalším roce 1963 přibyla další nová rubrika, a to galerie evropských aut a motocyklů, která byla později pojmenována jako ‚‚Minisalon‘‘. V roce 1964 se začal časopis vydávat s úplně novou obálkou a logem. Přibyly další nové rubriky jako např.: seriál Historie automobilu, technická abeceda, sportovní hádanky, dopravní předpisy okolních států, atd. Od druhé poloviny 60. let měl časopis větší rozměry, díky kterým se vešlo do časopisu mnohem více informací. Odrazilo se to také na ceně, která vzrostla na 2,50 Kčs. Opět také přibyly další nové rubriky, např.: ‚‚Výlet, který stojí za to‘‘ nebo ‚‚Eva nemá co na sebe‘‘. V roce 1967 Svět motorů vyhlásil velkou čtenářskou anketu, kde mohl vylosovaný výherce mohl vyhrát vůz Renault 16. Roku 1968 se opět změnila obálka a logo časopisu a začaly se vydávat další nové rubriky: ‚‚Aktuality‘‘, seriály o historii automobilu, vývoji MS silničních motocyklů nebo přehled všech československých výrobců vozidel. V roce 1969 se zkrátila periodicita na 1 týden a cena klesla 1,50 Kčs. V témž roce vystřídal Jaroslava Hausmana na pozici šéfredaktora Adolf Kuba.

### 1970–1979
V roce 1970 byla opět upravena titulní strana a logo časopisu. V roce 1971 přibyly další rubriky, jako např.: pátrání po náhradních dílech, rady na výlety a dovolené nebo ‚‚Vyprávění Miroslava Horníčka‘‘. Byla také vyhlášena čtenářská soutěž, kde měli účastníci poznávat památky spojené s historií KSČ, a kde výherce dostal letecký zájezd pro 2 osoby do Moskvy a do Helsinek. Roku 1972 proběhla další výměna šéfredaktora, kdy se jím stal Miroslav Ebr. Hlavní změnou roku 1973 bylo nové logo časopisu a také první barevné stránky, kterých však nebylo více než 8 z celkových 32. V souvislosti s tím se také zvýšila cena výtisku na 3 Kčs. V dalším roce vzrostl počet barevných stran na 16, díky kterým se na stránky dostalo více informací ze světových autosalonů. V roce 1975 se opět stěhovala redakce, a to zpět do Jungmannovy ulice. Významnou událostí toho roku byl také skok Škodou 100 do bazénu v Podolí. Takřka celý rok 1976 se Svět motorů věnoval novému vozu Škoda 105/120, se kterým také dělal test ‚‚30 000 km za 30 dní‘‘ a děti si jej mohly sestavit jako vystřihovánku. Roku 1977 se představily další nové rubriky: ‚‚Zaparkuj a jdi‘‘, která lákala na výlety po ČSSR nebo ‚‚SM představuje‘‘, která se věnovala motoristickým sportovcům a následující rok to byla dětská rubrika ‚‚Dospělým vstup zakázán‘‘.

### 1980–1989
V roce 1980 byla zrušena dětská rubrika ‚‚Dospělým vstup zakázán‘‘ a následujícího roku byla nahrazena novou rubrikou pro mládež, která obsahovala i velké plakáty automobilů. Roku 1982 se začaly ve Světě motorů objevovat sloupky pojednávající o počátcích časopisu s názvem ‚‚Svět motorů před 35 léty‘‘. V roce 1983 se začala vydávat nová rubrika ‚‚Elektromobily‘‘, jejímž cílem bylo zvolení nejlepšího čtenářského návrhu na malý městský elektromobil. Následující rok byla vyhlášena anketa ‚‚L&K a Škoda 1894–1984‘‘, jejíž nejúspěšnější účastník mohl vyhrát novou Škodu 105 L. Kromě automobilů a věcí s nimi spjatými se Svět motorů věnoval také jiným tématům, jako například 35. narozeniny Svazarmu v roce 1986. Roku 1987 se Svět motorů začal tisknout na pevnější papír, přibyla nová rubrika ‚‚Co děláte, když...‘‘, která se věnovala osobnostem ze sportu a nejdůležitější akcí toho roku byla soutěž o jméno nové Škody 781. Přestože v anketě dostala téměř 14 000 hlasů varianta Laura, AZNP už v té době měl dávno vybráno jméno Favorit. V roce 1988 vystřídala rubriku ‚‚Co děláte, když...‘‘ nová rubrika ‚‚Jak jsme je poznali‘‘, kde se představovali novináři z československých deníků a časopisů a z televizního zpravodajství. Největšími událostmi roku 1989 byly protirežimní demonstrace, které vyústily v Sametovou revoluci, na kterou však Svět motorů mohl reagovat v úplně posledních číslech ročníku.

### 1990–1999
Rok 1990 přinesl velké změny. Novým šéfredaktorem se stal Vojtěch Měšťan, cena se po téměř 20 letech zvýšila na 3,50 Kčs a novým vydavatelem se stala společnost Magnet Press. V témž roce se oddělila část redakce od původního časopisu a začala vydávat ‚‚Svět motorů Čs. autoklubu‘‘, který se vydával až do roku 1992. V roce 1991 se stal novým šéfredaktorem Otakar Gregora. Ten rok se také zvedla cena na 5,80 Kčs. V polovině roku 1991 se změnila obálka časopisu a cena se znovu zvýšila na 6,50 Kčs. Roku 1992 proběhla další změna šéfredaktora, kterým se stal Petr Dufek. V roce 1993 proběhla další změna vzhledu časopisu, a to nová obálka a logo na lesklém papíře, která se již podobala dnešním vydáním. To se však odrazilo i na ceně, která vzrostla na 8 Kč. Rok 1994 znamenal pro časopis další změny. Cena opět vzrostla na 12 Kč, redakce se přestěhovala na Střelničnou ulici a novým vydavatelem se stala společnost Automedia. Roku 1996 se začaly v časopise pravidelně objevovat editorialy šéfredaktora, které jsou součástí časopisu (stav 2023). Ten rok také stoupla cena na 15 Kč. V tomto ročníku byly také vyhlášeny soutěže, jejíž výherci mohli získat Škodu Octavia s roční pojistkou, příspěvek 300 000 Kč na libovolný vůz, nebo 14denní zapůjčení vozu Jaguar XJS Cabrio Celebration. Od roku 1997 se kromě běžné inzerce začala v časopise objevovat i inzerce erotická. V roce 1998 se cena opět zvýšila na 18 Kč. Týž rok také přibyla nová rubrika ‚‚Bazar‘‘, která je součástí časopisu (stav 2023).

### 2000–2009
V roce 2000 se výrazně upravila grafika a logo, které s menšími změnami používá časopis dodnes. Spolu s těmito změnami se také zvedla cena na 20 Kč. Novým vydavatelem se v roce 2001 stala německá společnost Axel Springer. V témž roce se také objevila nová rubrika s názvem ‚‚Tuning‘‘. V roce 2002 se začaly v obsahu barevně rozlišovat jednotlivé sekce, vrátily se rozhovory se známými osobnostmi a šéfredaktora Petra Dufka vystřídal Ondřej Běhal. Roku 2003 byl vyhlášen první ročník soutěže ‚‚Nejlepší český řidič‘‘. Vítězovi této soutěže byl na 1 rok zapůjčen vůz Škoda Superb. Týž rok se také přesunulo vycházení časopisu ze čtvrtka na středu a následující rok se přesunulo na pondělí. V roce 2005 se redakce přestěhovala ze Střelničné ulice do ulice Dělnické v Holešovicích a začal se vydávat seriál ‚‚Mapujeme české tepny‘‘ o nejdůležitějších českých silnicích. Rok 2006 znamenal pro časopis další menší změnu grafiky a také návrat rubriky ‚‚Otázky a odpovědi‘‘, která navazovala na podobnou rubriku z 50. let. V roce 2007 se kromě 5. ročníku soutěže Nejlepší český řidič, jejíž výhrou byl dlouhodobý pronájem Škody Fabia, vyhlásila ještě SMS soutěž k 60. narozeninám Světa motorů, jejíž výherce získal poukaz na 250 000 Kč ke koupi nového vozu. Roku 2008 se kromě drobné změny grafiky také zvýšila cena časopisu na 22 Kč. Na předposlední straně obálky se také začaly objevovat fotografie Jiřího Křenka ze závodů F1. V roce 2009 proběhla změna šéfredaktora časopisu. Ondřeje Běhala nahradil Zbyšek Pechr.

### 2010–2019

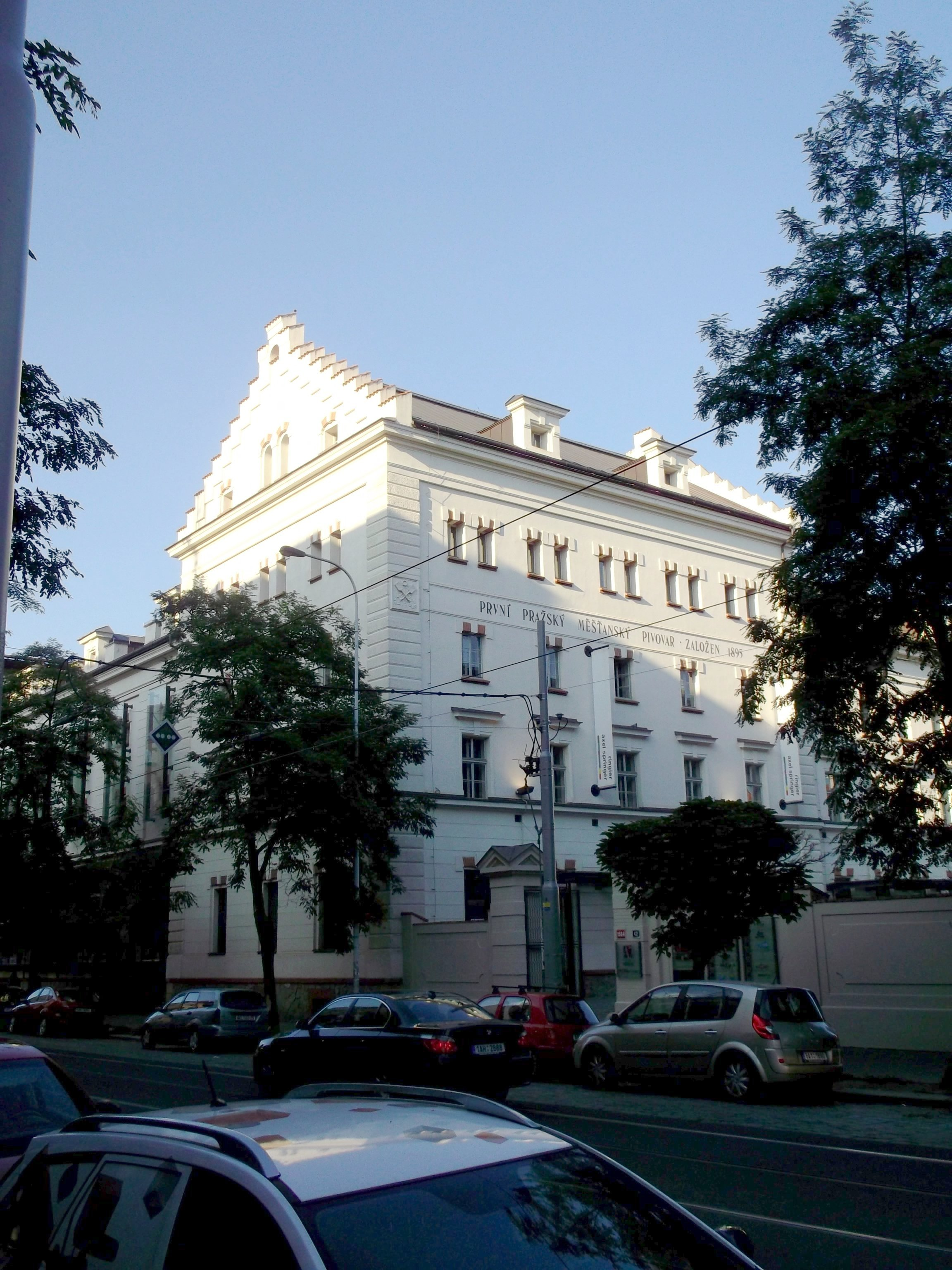
Sídlo redakce Světa motorů v letech 2010 až 2024

Největší změnou roku 2010 bylo opětovné stěhování redakce do ulice Komunardů. Větší změny však přišly v roce 2011. Časopis začala vydávat společnost Ringier Axel Springer, která vznikla fúzí švýcarského vydavatelství Ringier a německého vydavatelství Axel Springer. Dále se také v polovině roku 2011 výrazněji změnila grafika časopisu. V jubilejním 10. ročníku soutěže Nejlepší český řidič v roce 2012 bylo hlavní výhrou roční zapůjčení vozu Kia Ceed. Cena se toho roku zvýšila na 24 Kč. Přes prázdniny toho roku vycházely také seriály ‚‚Zapomenuté stavby‘‘ o nedokončených českých dálničních projektech a bazarový seriál ‚‚Tuzexové hity‘‘. Největšími akcemi roku 2014 byla opět soutěž Nejlepší český řidič, jejíž výherce získal vůz Opel Meriva a v létě cesta do Chorvatska Škodou 105 L jako před 25 lety. V témž roce se novým vydavatelem stala společnost Czech News Center, která časopis vydává dodnes. V roce 2015 se konal poslední ročník soutěže Nejlepší český řidič a začal se vydávat 70dílný seriál o historii tohoto časopisu. Rok 2016 byl jubilejním 70. ročníkem Světa motorů a dalším jubileem toho roku bylo 3000. vydání časopisu, jehož náklad přesáhl 50 000 výtisků. V lednu 2017 oslavil časopis své 70. narozeniny a na přelomu srpna a září se konal první ročník výstavy ‚‚Auta na náplavce‘‘, která se konala i v letech 2018 a 2019. V roce 2018 byl časopis zdražen na 26 Kč.

### od 2020
V letech 2020 a 2021 se na obsahu časopisu podepsala i pandemie covidu-19. Na jaře vycházely články věnující se například dezinfekci automobilu, rekordně levnému benzínu či znovuotevření autokin a již tradiční příloha Autem do Chorvatska byla nahrazena přílohou Autem po Česku. V létě 2020 byla zrušena akce Auta na náplavce, která byla nahrazena akcí Jízdy Světa motorů, které se konaly v průběhu září v Praze, v Brně a v Plzni. V roce 2021 příloha Autem do Chorvatska vydána byla, ale netýkala se možných variant cesty, nýbrž přehledu všech povinností, které bylo nutné před vycestováním do Chorvatska splnit. Bez povšimnutí také nezůstaly v tomto období stále více sílící snahy o omezovaní individuální automobilové dopravy (zejména v Praze ale i v jiných velkých evropských městech) a snahy o omezení a rušení výroby a prodeje aut se spalovacími motory, a to jak ze strany národní i evropské exekutivy tak i různých ekologických organizací, což kritizoval zejména šéfredaktor časopisu Pechr ve svých editorialech. V souvislosti s vysokou inflací v tomto období došlo také k rychlejšímu tempu zdražování časopisu. V roce 2020 vzrostla cena časopisu na 27 Kč, na konci roku 2021 na 29,90 Kč, o rok později na 33 Kč, od posledního čísla roku 2023 na 35 Kč a od podzimu 2024 na 39 Kč. V roce 2023 se začal též vysílat televizní pořad se stejnojmenným názvem. V roce 2024 se redakce přesunula na pražský Hagibor a na pozici šéfredaktora nastoupil Petr Slováček, který nahradil Zbyška Pechra.

### Seznam šéfredaktorů
| Pořadí | Jméno            | Období ve funkci |
| ------ | ---------------- | ---------------- |
| 1.     | Adolf Tůma       | 1947–1957        |
| 2.     | Oliver Trochta   | 1957–1958        |
| 3.     | Jaroslav Hausman | 1958–1969        |
| 4.     | Adolf Kuba       | 1969–1972        |
| 5.     | Miroslav Ebr     | 1972–1990        |
| 6.     | Vojtěch Měšťan   | 1990–1991        |
| 7.     | Otakar Gregora   | 1991–1992        |
| 8.     | Petr Dufek       | 1992–2002        |
| 9.     | Ondřej Běhal     | 2002–2009        |
| 10.    | Zbyšek Pechr     | 2009–2024        |
| 11.    | Petr Slováček    | 2024–            |

### Vývoj cen výtisku
| Období                | Cena     |
| --------------------- | -------- |
| 1947–1953             | 10 Kčs   |
| 1953–1966             | 2 Kčs    |
| 1966–1969             | 2,50 Kčs |
| 1969–1973             | 1,50 Kčs |
| 1973–1990             | 3 Kčs    |
| 1990–1991             | 3,50 Kčs |
| 1. polovina 1991      | 5,80 Kčs |
| 2. polovina 1991–1993 | 6,50 Kčs |
| 1993–1994             | 8 Kč     |
| 1994–1996             | 12 Kč    |
| 1996–1998             | 15 Kč    |
| 1998–2000             | 18 Kč    |
| 2000–2008             | 20 Kč    |
| 2008–2012             | 22 Kč    |
| 2012–2018             | 24 Kč    |
| 2018–2020             | 26 Kč    |
| 2020–2021             | 27 Kč    |
| 2021–2022             | 29,90 Kč |
| 2022–2023             | 33 Kč    |
| 2023–2024             | 35 Kč    |
| od 2024               | 39 Kč    |

## Sekce časopisu
Časopis je rozdělen (stav 2025) do těchto základních sekcí:
- Témata týdne
- Technika
- Servis
- Sport

## Členové redakce (2025)
Šéfredaktor - Petr Slováček
Zástupci šéfredaktora - David Šprincl, Martin Vaculík
Oddělení Všeobecný motorismus - Martin Karlík, Jan Faltýsek, Lukáš Prejzek
Oddělení Technika - Michal Dokoupil, Martin Jeník, Leoš Káňa, František Pisarovič
Oddělení Sport - Michal Štěpanovský
Stálí spolupracovníci - Tomáš Dusil, Vladimír Kadera, Milan Kounovský, Jan Mička, Marek Oborník, Tomáš Pudil, Jiří Zima
Fotoreportéři - Michal Kollert, Josef Dvořák
Grafické oddělení - Eva Juchnowiczová, Štěpán Korčiš, Jana Lehnert
Jazyková redakce - Dagmar Hlinková

## Speciály

### Historie
První speciály Světa motorů, které se pojmenovávaly jako ročenky, vycházely již od 60. let a týkaly se např. legislativy, automobilových testů či motoristických sportů. Na počátku 70. let se speciály pojmenovaly ‚‚SM Auto-revue‘‘, které se kromě testování automobilů věnovaly také rozvoji dálniční sítě nebo zahraniční dovolené. V 80. letech vydávání speciálů ‚‚SM Auto-revue‘‘ pokračovalo a jejich tématy byly např. hospodárná jízda, vývoj automobilové techniky či novinky z mezinárodních autosalonů. ‚‚SM Auto-revue‘‘ se přestalo vydávat v 90. letech a bylo nahrazeno bezplatnými přílohami, které týkaly třeba Auta roku 1992 VW Golf III nebo cestování po Evropě. V roce 2000 byly vydány ve spolupráci s časopisy Auto Tip a AutoProfi speciály Autotesty a Autosalon, které obsahovaly testy a přehled více než 100 aut prodávaných v ČR. V roce 2003 byl vydán vůbec nejobsáhlejší samostatný speciál Světa motorů s 264 stranami, který se týkal 100 testů ojetých aut. Od roku 2009 se začaly vydávat 4 speciály ročně, a to 2x Ojetiny, Diesel a Motocykly. V roce 2011 byla struktura speciálů pozměněna na Ojetiny, Autotesty a 2x Diesel, který byl v roce 2017 nahrazen titulem Technika.

### Současnost
Od roku 2018 vychází 4 speciály ročně, a to dvakrát Ojetiny a dvakrát Technika za cenu 39 Kč.

## Anticena ‚‚Zlomený volant‘‘
Anticena Zlomený volant byla udělována osobám nebo institucím, které se nejvíce zasloužily o znepříjemnění života motoristů. Udělovala se od roku 2013 do roku 2023  a to vždy na konci daného roku.

### Vítězové anticeny
| Rok  | Kategorie        | Vítěz                                    | Důvod | Zdroj  |
| ---- | ---------------- | ---------------------------------------- | --- | ------ |
| 2013 | Čistič roku      | Zdeněk Žák                               | Za vyhazovy na třech dopravních úřadech | [ 85 ] |
| 2013 | Průšvih roku     | Tomáš Hudeček                            | Za spory Prahy s Metrostavem o legitimitě neproplacených faktur za tunel Blanka, které vyústily k zastavení prací na tunelu Blanka                                                                              | [ 85 ] |
| 2013 | Slibotechna roku | Zbyněk Stanjura                          | Za slib, že stavební práce na D1 skončí 1. listopadu a poté budou úseky průjezdné bez omezení, zatímco v polovině prosince stavební práce stále probíhaly                                                       | [ 85 ] |
| 2013 | Slibotechna roku | David Čermák                             | Za slib, že stavební práce na D1 skončí 1. listopadu a poté budou úseky průjezdné bez omezení, zatímco v polovině prosince stavební práce stále probíhaly                                                       | [ 85 ] |
| 2013 | Anomálie roku    | Martin Pecina                            | Za jmenování Petra Lessyho policejním prezidentem, zatímco nebyl neodvolán dosavadní policejní prezident Martin Červíček                                                                                        | [ 85 ] |
| 2013 | Jobovka roku     | Pavel Kočica                             | Za rozhodnutí o startu stavebních prací na dalších třech úsecích D1 v roce 2014 ještě před dokončením čtyř ještě se rekonstruujících úseků                                                                      | [ 85 ] |
| 2015 | Dráb roku        | Petr Kudela                              | Za nápad zadržet řidičský průkaz při pouhém podezření ze spáchání přestupku, za který lze odebrat řidičský průkaz na půl roku a více                                                                            | [ 86 ] |
| 2015 | Dojiči roku      | Vláda Bohuslava Sobotky                  | Za nápad zavedení silniční daně pro všechna vozidla a tím podpořit prodej aut s alternativními pohony. | [ 86 ] |
| 2015 | Průšvih roku     | Jan Kroupa                               | Za rozhodnutí rekonstruovat na D1 až 9 úseků najednou | [ 86 ] |
| 2016 | Hazard roku      | Jan Kroupa                               | Za zprovoznění úseku dálnice D8 v Českém středohoří přes nestabilní geologické vrstvy | [ 87 ] |
| 2016 | Parkoviště roku  | Dan Ťok                                  | Za dopravní zácpy na rekonstruovaných úsecích dálnice D1 a za rozhodnutí, že v roce 2017 se má opět pracovat až na 9 úsecích najednou                                                                           | [ 87 ] |
| 2016 | Lumpárna roku    | Petr Dolínek                             | Za zavedení modrých zón v dalších částech Prahy, které znemožňují zde parkovat vozidla lidí, podnikatelů a firem z jiných městských částí Prahy                                                                 | [ 87 ] |
| 2017 | –                | Jan Kroupa                               | Za rozhodnutí otevřít nevyužívanou větev Prackovické estakády na D8 přes České středohoří | [ 88 ] |
| 2017 | –                | Dan Ťok                                  | Za dlouhodobé odmítání zrušení dálničního poplatku na D6 mezi Karlovými Vary a Chebem a náhlé otočení a zrušení poplatku před parlamentními volbami v roce 2017                                                 | [ 88 ] |
| 2017 | –                | Miroslav Patrik                          | Za zabraňování stavbám a rekonstrukcím dálničních úseků ze strany organizace Děti Země | [ 88 ] |
| 2018 | –                | Evropská unie                            | Za návrh zakázat výrobu aut se spalovacími motory | [ 89 ] |
| 2019 | –                | Petr Hlubuček                            | Za návrh vybírat při vjezdu do Prahy mýto | [ 90 ] |
| 2019 | –                | Martin Kolovratník                       | Za návrh zvýšit cenu ročních dálničních známek na 2000 Kč | [ 90 ] |
| 2019 | –                | Tomáš Prouza                             | Za návrh zvýšit sazbu dosavadních ekopoplatků a zavést ekopoplatky při převodu aut s emisní normou Euro 4 | [ 90 ] |
| 2020 | –                | Miroslav Toman                           | Za požadavek 8násobku odhadní ceny za prodej jeho pozemku, na kterém má vést dálnice D0 | [ 91 ] |
| 2020 | –                | Miroslav Patrik                          | Za blokování výstavby dálnice D52 | [ 91 ] |
| 2020 | –                | Magistrát hl. m. Prahy                   | Za nezrušení modrých zón v Praze během nouzového stavu | [ 91 ] |
| 2021 | –                | Europoslanci za ANO, Piráty a TOP 09     | Za schválení 55% snížení emisí z osobních aut a 50% snížení emisí z dodávek do roku 2030 a schválení nulových emisí u nových vozů od roku 2035                                                                  | [ 92 ] |
| 2021 | –                | Miroslav Patrik                          | Za blokování výstavby dálnice D1 u Přerova | [ 92 ] |
| 2021 | –                | Adam Scheinherr a Magistrát hl. m. Prahy | Za snahy o neprůjezdňování hlavních tahů v Praze různými zákazy a zúženími pruhů pod záminkou ochrany chodců a cyklistů                                                                                         | [ 92 ] |
| 2022 | –                | Adam Scheinherr                          | Za průtahy oprav Barrandovského mostu, kdy práce na mostě skončily namísto 2. září až 16. října | [ 93 ] |
| 2022 | –                | Frans Timmermans                         | Za urputné hájení Green Dealu i přes jeho negativní důsledky | [ 93 ] |
| 2022 | –                | Radek Mátl                               | Za odklad zahájení výstavby 56 km nových dálnic a silnic I. třídy | [ 93 ] |
| 2022 | –                | Miroslav Patrik                          | Za blokování kolaudace dálnice D8 | [ 93 ] |
| 2023 | –                | Poslední generace                        | Za blokování silnic a způsobování komplikací v dopravě | [ 94 ] |
| 2023 | –                | Zdeněk Hřib                              | Za prosazování cyklostezek na nesmyslných místech, za návrh zavedení poplatku za průjezd centrem Prahy, za návrh změny parkovacího systému v Praze a za myšlenku stupňování poplatků podle velikosti automobilu | [ 94 ] |
| 2023 | –                | Radek Mátl                               | Za nesplnění cíle výstavby nových dálnic a za průtahy s výstavbou dálnice D11 k polským hranicím | [ 94 ] |
| 2023 | –                | Miroslav Patrik                          | Za blokování výstavby dálnice D11 | [ 94 ] |

## Televizní pořad
V roce 2023 se začal vysílat motoristický pořad související s časopisem se stejnojmenným názvem. Premiérový první díl byl odvysílán 15. února 2023 ve 20:30 na stanici Nova Action. Do konce roku 2023 bylo odvysíláno 34 dílů. Délka pořadu je 40 minut.

### Moderátoři
Moderátoři pořadu jsou z řad členů redakce časopisu. Patří mezi ně:
- Martin Vaculík
- Michal Dokoupil
- Jan Mička
- Petr Slováček
- Vladimír Kadera
- Leoš Káňa
- Martin Karlík
- David Šprincl